# Scutella producta
Espèce
Parascutella producta est une espèce éteinte d'oursins de la famille des Scutellidae.
Elle est aussi désignée sous le nom de Scutella producta mais la différence entre Scutella et Parascutella est l'emplacement du périprocte qui se trouve beaucoup plus proche du péristome. Il est au bord pour Parascutella, et à mi-chemin entre le bord et le péristome pour Scutella.
Parascutella producta se distingue par sa forme à test mince, par rapport à la forme épaisse de Parascutella faujasi.

## Répartition
Elle a vécu au cours du Miocène moyen, en particulier dans la mer des Faluns de Touraine,, et en Bretagne.

## Sources
- Fernand Kerforne, Un cas de tératologie dans une Scutella faujasii. Bulletin de la Société scientifique et médicale de l'Ouest, séance du 5 février 1897, p. 24-28.
- Philippe Nicolleau, Jean-Christophe Dudicourt, Le Miocène des faluns savignéens;